# Jardim Belém
Jardim Belém é um bairro no distrito de Ermelino Matarazzo, na cidade de São Paulo.